# Mr Gay World 2010
Mr Gay World 2010 là cuộc thi Mr Gay World lần thứ 2 được tổ chức tại Nedre Vollgate 11, Oslo, Na Uy vào ngày 13 tháng 2 năm 2010. Có 23 quốc gia và vùng lãnh thổ tham gia tranh tài để giành danh hiệu này. Max Krzyzanowski đến từ Ireland trao vương miện cho người kế nhiệm là Charl Van Den Berg đến từ Nam Phi.

Mr Gay World 2010 Charl van den Berg

## Kết quả
| Hạng                  | Thí sinh |
| --------------------- | --- |
| Mister Gay World 2010 | - South Africa — Charl Van Den Berg |
| Á vương 1             | - Úc — Byron Adu |
| Á vương 2             | - Hồng Kông — Rick Dean Twombley |
| Á vương 3             | - Trung Quốc — Xindai Muyi |
| Á vương 4             | - Tây Ban Nha — Sergio Lara |
| Top 10                | - Ba Lan — Kamil Szmerdt - Brasil — Thiago Silvestre - Na Uy — Walter Heidkampf - Nga — David Baramia - Philippines — David Noel Bosley |

### Giải thưởng đặc biệt
| Giải thưởng           | Thí sinh |
| --------------------- | --- |
| Mr. Gay Swimwear      | - Nga — David Baramia |
| Mr. Gay Photogenic    | - Nga — David Baramia |
| Best National Costume | - Hồng Kông — Rick Dean Twombley                                                                                                 |
| Mr. Gay Congeniality  | - Bỉ — Cédric Fievet - Hồng Kông — Rick Dean Twombley - Nam Phi — Charl Van den Berg - Na Uy — Walter Heidkampf - Úc — Byron Adu |

## Các thí sinh
23 thí sinh dự thi.
| Quốc gia/vùng lãnh thổ | Thí sinh                 | Tuổi | T.k.        |
| ---------------------- | ------------------------ | ---- | ----------- |
| Argentina              | Maximiliano Duran        | 25   |             |
| Ba Lan                 | Kamil Szmerdt            | 22   |             |
| Bắc Ireland            | Drew Hanna               | 22   | [ 4 ]       |
| Bỉ                     | Cédric Fievet            | 26   |             |
| Brasil                 | Thiago Silvestre         | 23   | [ 5 ]       |
| Canada                 | Darren Bruce             | 27   | [ 6 ] [ 7 ] |
| Chile                  | Pablo Salvador Sepúlveda | 30   |             |
| Hoa Kỳ                 | Brent Douglas Kuenning   | 40   |             |
| Hồng Kông              | Rick Dean Twombley       | 33   | [ 8 ]       |
| Iceland                | Magnús Guðbergur Jónsson | 25   | [ 9 ]       |
| Ireland                | Marcus Wynne             | 28   |             |
| México                 | Jair Vega                | 34   |             |
| Nam Phi                | Charl van der Berg       | 28   |             |
| Na Uy                  | Walter Heidkampf         | 50   | [ 10 ]      |
| New Zealand            | Justin Glen Savage       | 29   | [ 11 ]      |
| Nga                    | David Baramiya           | 25   |             |
| Philippines            | David Noel Bosley        | 36   | [ 12 ]      |
| Tây Ban Nha            | Sergio Lara              | 26   |             |
| Thái Lan               | Sorawit Piamthongkum     | 34   | [ 13 ]      |
| Thụy Sĩ                | Tobias Dickenmann        | 20   | [ 14 ]      |
| Trung Quốc             | Xiaodai Muyi             | 22   |             |
| Úc                     | Byron Adu                | 24   | [ 15 ]      |
| Ý                      | Antony Cortinovis        | 25   | [ 16 ]      |

### Dự thi cuộc thi sắc đẹp quốc tế khác
| Cuộc thi             | Năm  | Quốc gia/vùng lãnh thổ | Thí sinh                 | Thứ hạng       | T.k.   |
| -------------------- | ---- | ---------------------- | ------------------------ | -------------- | ------ |
| Mr Gay Europe        | 2009 | Ba Lan                 | Kamil Szmerdt            | Không đạt giải |        |
| Mr Gay Europe        | 2009 | Bỉ                     | Cédric Fievet            | Top 12         |        |
| Mr Gay Europe        | 2009 | Iceland                | Magnús Guðbergur Jónsson | Top 3          |        |
| Mr Gay Europe        | 2009 | Na Uy                  | Walter Heidkampf         | Top 12         |        |
| Mr Gay Europe        | 2009 | Nga                    | David Baramia            | Top 12         |        |
| Mr Gay Europe        | 2009 | Tây Ban Nha            | Sergio Lara              | Nam vương      | [ 17 ] |
| Mr Gay Europe        | 2009 | Ý                      | Antony Cortinovis        | Top 12         |        |
| International Mr Gay | 2009 | Úc                     | Byron Adu                | Á vương 1      |        |
| International Mr Gay | 2011 | Chile                  | Pablo Salvador Sepúlveda | Nam vương      |        |